# The Stoneman
The Stoneman es una película estadounidense de acción, drama y misterio de 2002, dirigida por Ewing Miles Brown, escrita por Jack Neal, musicalizada por John Hajewski, en la fotografía estuvo Richard Bennett y los protagonistas son Pat Morita, Christopher Atkins y Robin Riker, entre otros. Este largometraje se estrenó el 19 de enero de 2002.

## Sinopsis
Todo empieza con el hallazgo de una enigmática momia. El Dr. Stevens lleva los restos del supuesto eslabón perdido a Estados Unidos. Al poco tiempo, el cuerpo desaparece y comienza a aparecer gente asesinada de una manera salvaje.